# ASC Pty Ltd
ASC Pty Ltd, anciennement Australian Submarine Corporation, est une entreprise commerciale gouvernementale australienne impliquée dans la construction navale australienne, dont le siège est à Osborne, en Australie-Méridionale. Il se distingue par la construction et la maintenance de la flotte de la Classe Collins exploitée par la Royal Australian Navy (RAN) et par la construction de trois destroyers de la classe Hobart pour la RAN, le premier étant livré à la mi-2017,.